# Tumeltsham
Tumeltsham es una localidad del distrito de Ried im Innkreis, en el Estado de Alta Austria, Austria. Tiene una población estimada, a principios de 2021, de 1587 habitantes. 
La localidad está ubicada al oeste del Estado, cerca de la frontera con Alemania y del río Eno —un afluente derecho del río Danubio—.